# Montagne du Droit
Die Montagne du Droit ist ein langgezogener Höhenrücken im Schweizer Jura im Kanton Bern. Sie erstreckt sich über eine Länge von ungefähr 25 km und ist gemäss der allgemeinen Faltenstruktur des Juras in dieser Region in Richtung Westsüdwest-Ostnordost orientiert. Auf seiner gesamten Länge erreicht der Kamm der Montagne du Droit eine Höhe von 1100 bis 1250 m Die beiden höchsten Gipfel sind der Mont Soleil (1289 m ü. M.) und der Mont Crosin (1268 m ü. M.). Der von den hier zahlreich ansässigen deutschsprachigen Mennoniten nach wie vor gebrauchte deutsche Name für die gesamte Montagne du Droit ist Sonnenberg; dieser bezieht sich somit nicht lediglich auf den Mont Soleil.
In strukturgeologischer Hinsicht bildet die Montagne du Droit eine maximal 4 km breite Antiklinale des Faltenjuras. Sie wird im Süden durch die Synklinale des Vallon de Saint-Imier, im Norden durch das Hochplateau der Freiberge und durch das Tal der Trame begrenzt. Die westliche Grenze der Montagne du Droit wird durch eine Bruchlinie gebildet, die sich von der Vue des Alpes zur Combe du Valanvron und zum Doubstal zieht. Im Osten markiert der Passübergang Pierre Pertuis die geographische Abgrenzung der Montagne du Droit, die sich in der Antiklinale des Montoz weiter ostwärts fortsetzt.

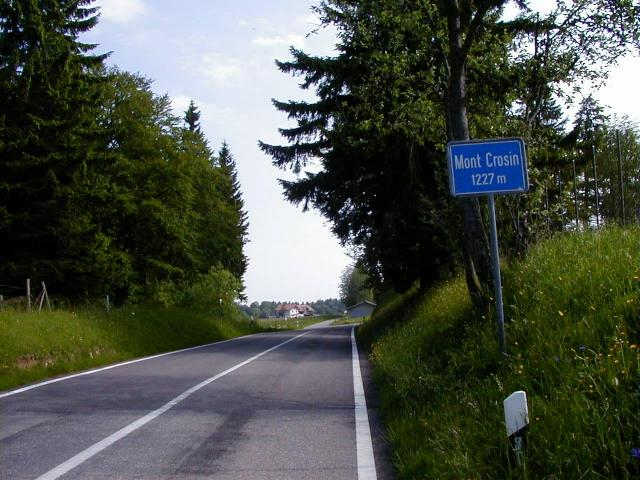
Mont Crosin Pass

Der südliche Schenkel der Antiklinale der Montagne du Droit fällt steil zum Vallon de Saint-Imier ab. Hier sind die anstehenden kompetenten Gesteinsschichten der oberen Jurazeit (Malm) an verschiedenen Orten aufgeschlossen. Die nördliche Flanke der Antiklinale weist hingegen nur eine verhältnismässig geringe Neigung auf. Der gesamte Höhenrücken der Montagne du Droit ist geomorphologisch wenig gegliedert. Im Gegensatz zu vielen Juraketten zeigt er keinen Aufbruch des Faltenscheitels durch Erosion und deshalb auch keine ausgeprägten Erosionstäler. Eine Besonderheit stellt jedoch die Landschaftsform des Champ Meusel am Südhang des Mont Soleil, nordöstlich von Saint-Imier dar. Sie entstand nicht durch Erosion, sondern ist der Überrest eines Meteoriteneinschlags in der Vorzeit.
Auf der Hochfläche der Montagne du Droit befinden sich ausgedehnte Jurahochweiden mit mächtigen Fichten, die entweder einzeln oder in Gruppen stehen. Jede Gemeinde des Vallon de Saint-Imier hat Anteil an diesem extensiv genutzten Weideland. Es gibt hier verschiedene Bergbauern- und Sennhöfe und die typischen Trockensteinmauern des Hochjuras zur Eingrenzung der Weiden. Die einzige grössere Strasse, welche die Montagne du Droit überquert, führt über den 1227 m hohen Pass Mont Crosin und verbindet Saint-Imier mit Tramelan beziehungsweise mit Les Breuleux. Bekannt ist der Höhenrücken vor allem wegen des Sonnenkraftwerkes auf dem Mont Soleil und dem Windkraftwerk auf dem Mont Crosin (beides die grössten Energieanlagen ihrer Art in der Schweiz).